# Засецкий, Александр Николаевич
Александр Николаевич Засецкий (1778 — не ранее 1815) — штабс-ротмистр русской императорской армии; герой Отечественной войны 1812 года.

## Биография
Родился в 1778 году. Происходил из дворян Владимирской губернии.
Службу начал в 1796 году капралом в лейб-гвардии Измайловском полку и в том же году стал фурьером. В следующем году он был выпущен эстандарт-юнкером в Екатеринославский кирасирский полк, в 1799 году переведён в Кавалергардский корпус и в том же году — корнетом в кирасирский Каменского полк, по расформировании которого в 1800 году снова перешёл в Екатеринославский кирасирский полк.
С 1802 года служил в лейб-гвардии кирасирском Ее Императорского Величества полку, с которым в чине поручика принял участие в осаде Измаила в 1807 году. В 1811 году был произведён в штаб-ротмистры.
Во время Отечественной войны 1812 года находился в делах при Витебске, Смоленске, Бородине, Тарутине, Малоярославце, Вязьме и под Красным. За отличие был награждён золотой шпагой с надписью «за храбрость».
В 1815 году вышел в отставку.